# پرایریویل (لوئیزیانا)
پرایریویل (به انگلیسی: Prairieville) شهری در ایالت لوئیزیانا کشور ایالات متحده آمریکا است که جمعیت آن در سرشماری سال ۲۰۱۰ میلادی، ۲۶٬۸۹۵ نفر بوده‌است.